# Coupe du monde de ski alpin 2009-2010
Navigation
Édition précédente Édition suivante
La coupe du monde de ski alpin 2009-2010 est la 44e édition de la coupe du monde de ski alpin, compétition de ski alpin organisée annuellement. Elle se déroule du 24 octobre 2009 au 14 mars 2010 entre-coupée par les Jeux olympiques de Vancouver entre le 12 et le 28 février 2010. Cette année, la coupe du monde débute dans la station de Sölden, elle fait étape au cours de la saison en Autriche (Sölden, Lienz, Haus im Ennstal, Flachau, Kitzbühel et Schladming), au Canada (Lake Louise), en Croatie (Zagreb), aux États-Unis (Aspen et Beaver Creek), en Finlande (Levi), en France (Val d'Isère), en Italie (Val Gardena, Alta Badia, Cortina d'Ampezzo et Bormio), en Norvège (Kvitfjell), en Slovénie (Maribor et Kranjska Gora), en Suède (Åre), en Suisse (Adelboden, Wengen, Saint-Moritz et Crans Montana). Les finales de la coupe du monde se sont déroulées en mars 2010 à Garmisch-Partenkirchen en Allemagne.

## Tableau d'honneur
| Catégorie | Homme            | Femme         |
| --------- | ---------------- | ------------- |
| Général   | Carlo Janka      | Lindsey Vonn  |
| Descente  | Didier Cuche     | Lindsey Vonn  |
| Slalom    | Reinfried Herbst | Maria Riesch  |
| Géant     | Ted Ligety       | Kathrin Hölzl |
| Super G   | Erik Guay        | Lindsey Vonn  |
| Combiné   | Benjamin Raich   | Lindsey Vonn  |

Le Suisse Carlo Janka remporte à vingt-trois ans son premier gros globe de cristal en battant l'Autrichien Benjamin Raich, vainqueur du classement du combiné (et deuxième du classement général pour la quatrième année d'affilée), toutefois Janka ne remporte toutefois aucun globe de spécialité, au contraire de son compatriote Didier Cuche qui domine le classement de la descente. Erik Guay devient le premier Canadien à remporter le gros de cristal du super G et Reinfried Herbst remporte son premier globe de slalom, enfin Ted Ligety accroche son deuxième globe de cristal de slalom géant dans sa carrière après celui de 2008.
Du côté des femmes, Lindsey Vonn remporte quatre globes de cristal, dont son troisième gros globe de cristal consécutif et ceux de la descente, du super G et du combiné. L'Allemande Maria Riesch conserve son globe du slalom et sa compatriote Kathrin Hölzl remporte celui du slalom géant.

## Déroulement de la saison

### Pré-saison

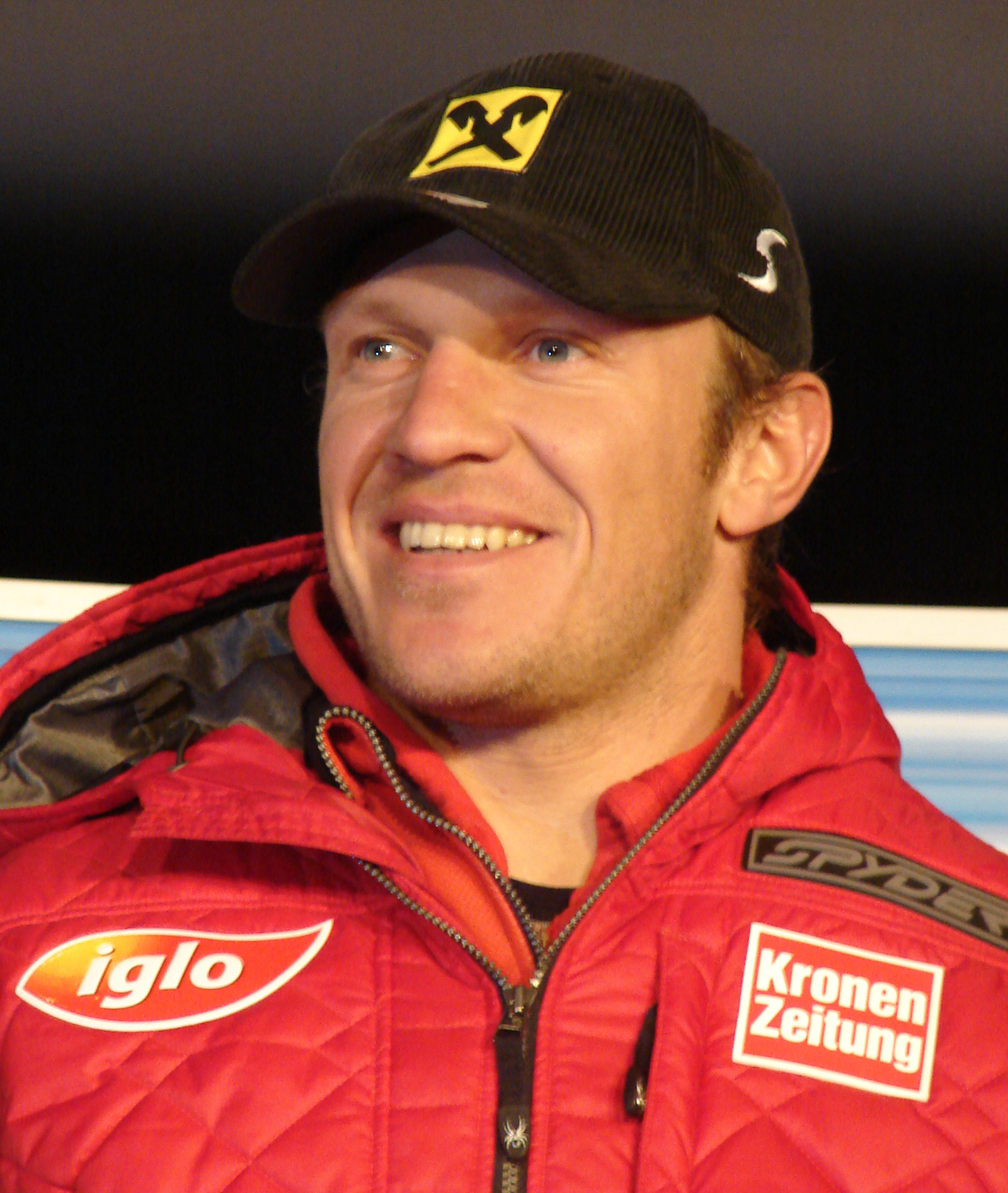
Hermann Maier annonce sa retraite sportive avant le début de la saison.

En cette année olympique, la Coupe du monde débute comme les années précédentes sur le glacier du Rettenbach à Sölden en Autriche par une épreuve de slalom géant pour les femmes et les hommes. Une semaine avant le début de la saison, l'Autrichien Hermann Maier (double champion olympique et vainqueur de quatre gros globes de cristal) annonce à 36 ans sa retraite sportive, de son côté l'Américain Bode Miller (vainqueur d'un gros globe) longtemps incertain sur la suite donnée à sa carrière annonce son retour dans la compétition. Chez les femmes, l'Autrichienne Marlies Schild (vainqueur de deux globes de cristal de slalom) après un an d'absence en raison d'une fracture du tibia et péroné se prépare pour son retour à la compétition, a contrario la Suissesse Lara Gut est opérée d'une luxation de la hanche droite qui hypothèque sérieusement ses chances de participer aux futurs olympiades.

### Étape à Sölden

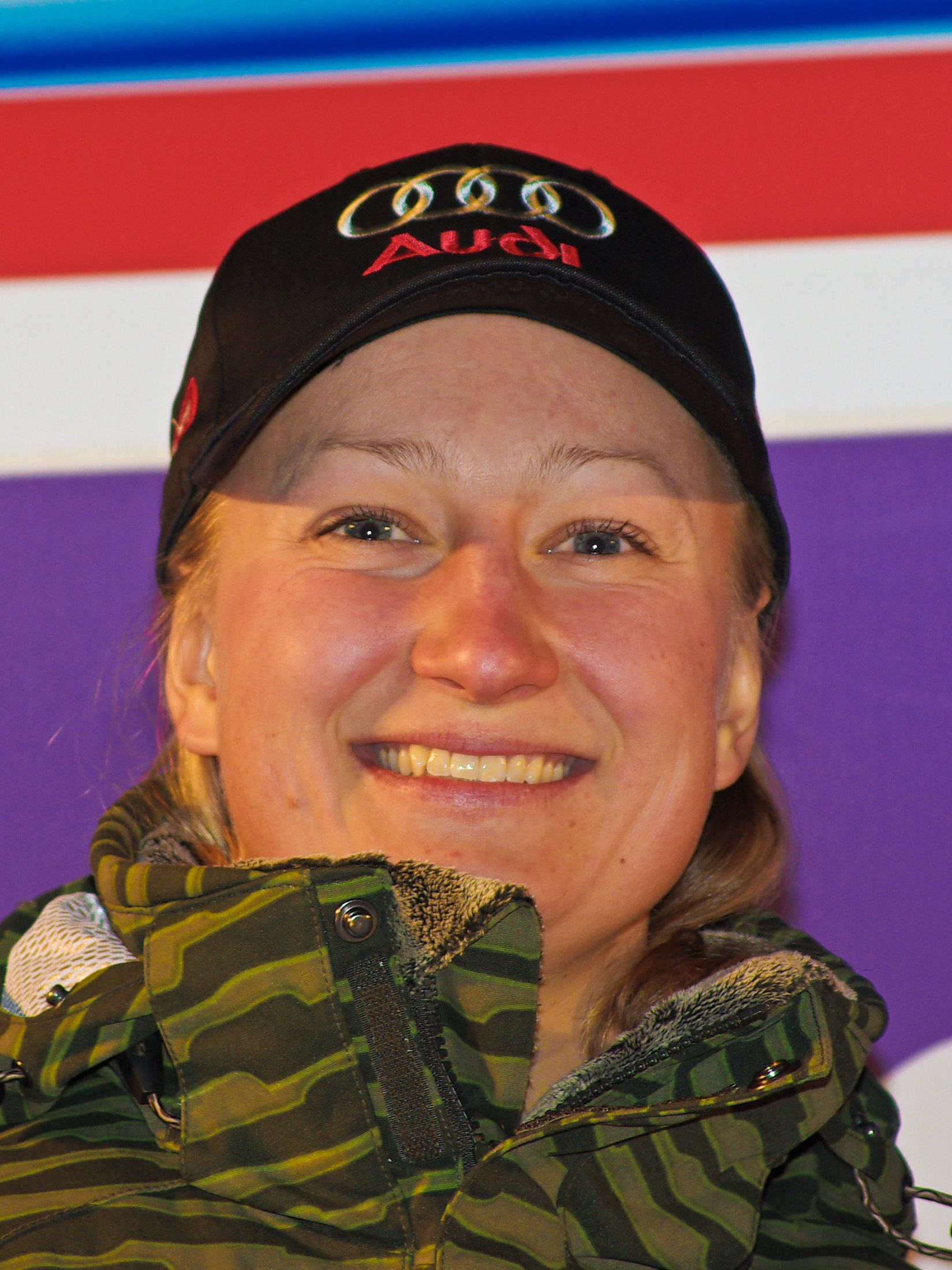
Tanja Poutiainen remporte le premier géant de la saison.

Le 23 octobre 2009, la saison débute donc par le géant féminin. La course est marquée par la grave blessure de l'Autrichienne Nicole Hosp, victime d'une déchirure des ligaments croisés mettant un terme à sa saison. Sur le plan sportif, la victoire revient à la Finlandaise Tanja Poutiainen (vainqueur du classement du géant lors de la saison précédente) devant l'Autrichienne Kathrin Zettel et l'Italienne Denise Karbon, seules l'Italienne Manuela Moelgg victime d'une sortie de piste en seconde manche et l'Autrichienne Elisabeth Görgl effectuent une véritable contre-performance. Le lendemain, c'est aux hommes de commencer leur Coupe du monde sur la même piste. Avec son dossard numéro un, le Suisse Didier Cuche domine les deux manches devant l'Américain Ted Ligety et son compatriote Carlo Janka (révélation de la saison précédente), il n'y a pas eu de véritable surprise hormis la sortie de piste du Norvégien Aksel Lund Svindal.

### Étape à Levi

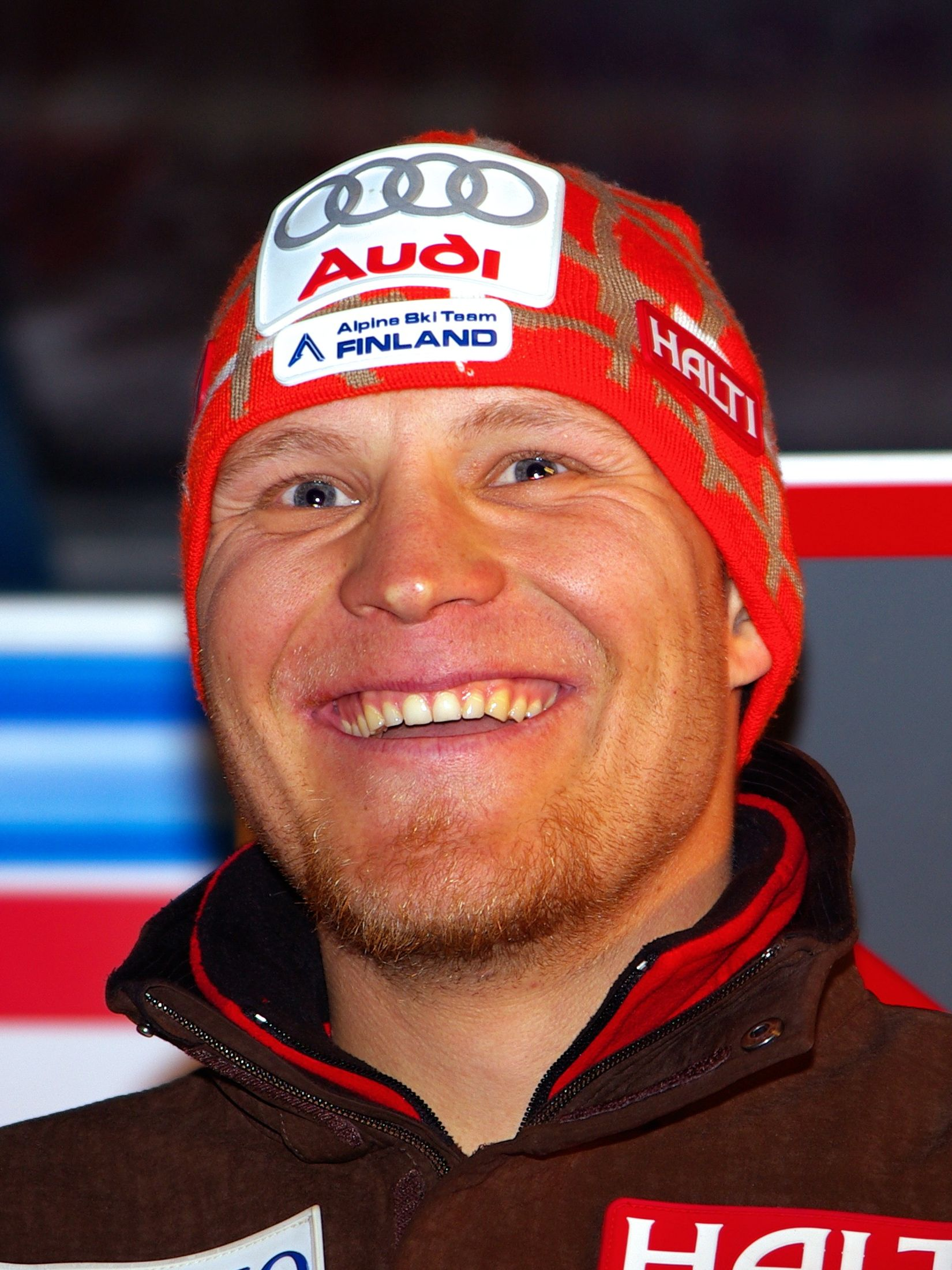
Kalle Palander annonce son forfait pour les Jeux olympiques et une possible retraite.

Avant le second rendez-vous hivernal à Levi en Finlande pour un slalom, le Finlandais Kalle Palander (champion du monde du slalom 1999) annonce une possible retraite après deux opérations à la jambe gauche et déclare aussitôt forfait pour les prochains olympiades à Vancouver. Le week-end finlandais débute par le slalom féminin, celui-ci est remporté par l'Allemande Maria Riesch devant l'Américaine Lindsey Vonn et Tanja Poutiainen, cette dernière prend la tête du classement général. Cette course est marquée par les bonnes performances des skieuses allemandes puisque Susanne Riesch (sœur de Maria) prend la quatrième place, Katharina Dürr la septième place et Fanny Chmelar la neuvième place, de son côté l'Autrichienne Marlies Schild de retour à la suite d'un an d'absence effectue une bonne rentrée avec une sixième place. Les contre-performances sont effectués par la Française Sandrine Aubert non qualifiée en seconde manche et les abandons en deuxième manche de l'Italienne Nicole Gius et de la Suédoise Maria Pietilä Holmner. Le lendemain, c'est au tour des hommes d'effectuer le slalom. L'Autrichien Reinfried Herbst est vainqueur devant Ivica Kostelić (qui prend la tête du général) et Jean-Baptiste Grange, suivis de Mattias Hargin et Julien Lizeroux. Des favoris, seul l'Italien Manfred Moelgg manque finalement en raison d'un abandon en seconde manche, enfin Bode Miller après six mois de pause effectue son retour mais abandonne en seconde manche.

### Tournée nord-américaine

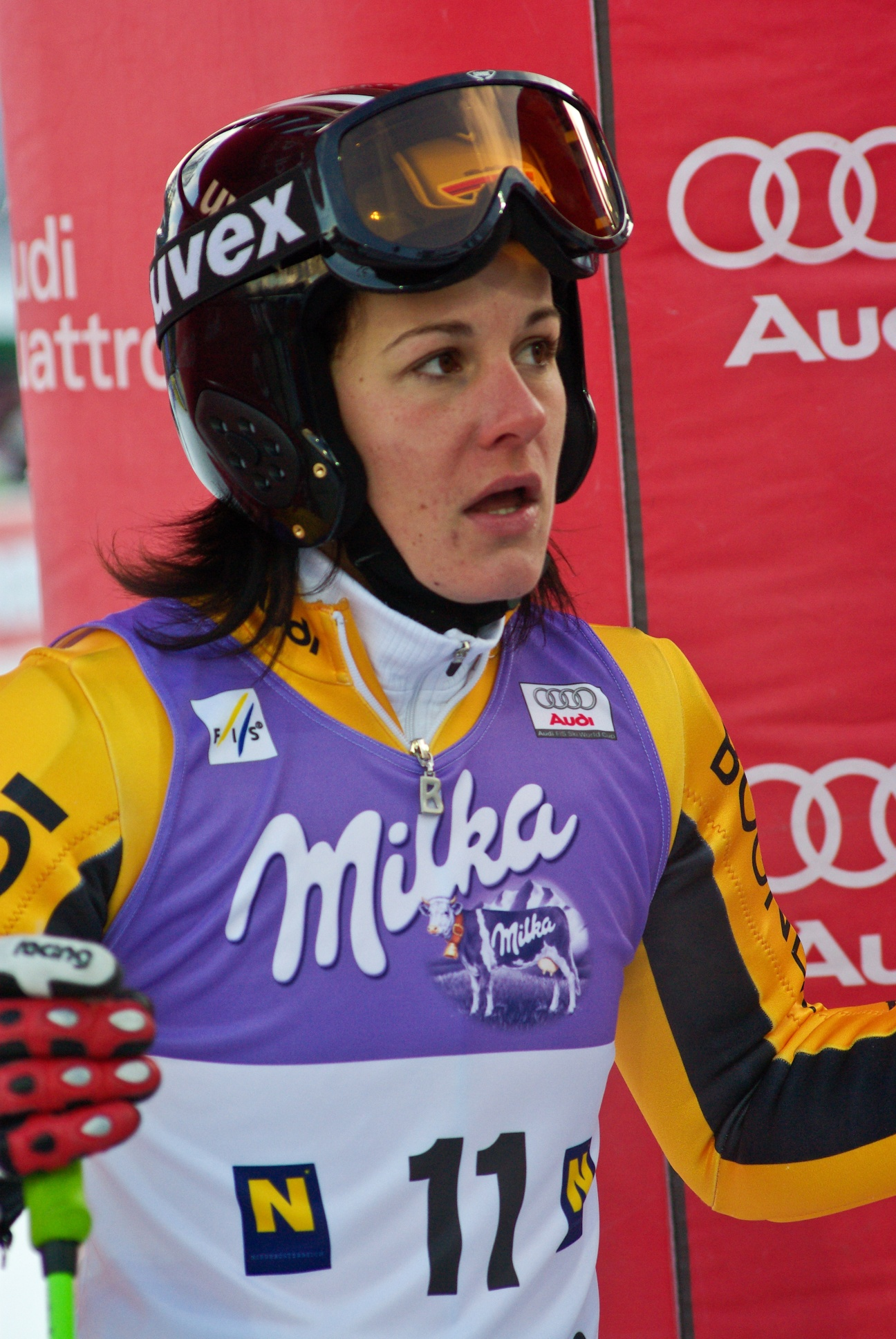
Kathrin Hölzl remporte son premier succès en Coupe du monde à Aspen.

À la fin du mois de novembre et au début du mois de décembre a lieu la traditionnelle tournée nord-américaine de la coupe du monde. Les hommes se déplacent tout d'abord à Lake Louise pour une descente et un super G. En descente, le Suisse Didier Cuche remporte sa onzième épreuve de Coupe du monde devant Werner Heel et Janka, la course est entachée d'une grave blessure de l'Américain TJ Lanning avec une dislocation du genou gauche. Le lendemain dans le super G, la victoire revient à un Canadien Manuel Osborne-Paradis devant Benjamin Raich et Michael Walchhofer en signant son deuxième succès en Coupe du monde. Le Français Adrien Théaux, malgré un dossard 42, prend la sixième place. D'autres Canadiens sont dans le top 10 : Erik Guay est 4e et Robbie Dixon 5e, cependant John Kucera se blesse gravement avec une fracture du tibia-péroné et sera absent des Jeux olympiques. Après ce week-end, Cuche prend la tête du général devant Raich et Janka.
Côté féminin, le premier week-end en Amérique du Nord se situe à Aspen pour un slalom géant et un slalom spécial. En slalom géant, la championne du monde en titre l'Allemande Kathrin Hölzl remporte enfin sa première victoire en Coupe du monde devant Zettel et Federica Brignone, cette dernière âgée de 19 ans et fille de Maria Rosa Quario monte pour la première fois sur un podium. En slalom le lendemain, c'est la Tchèque Sarka Zahrobska (championne du monde en 2007) qui s'impose devant la revenante Marlies Schild et Zettel. L'Américaine Lindsey Vonn rate ces deux rendez-vous en n'ayant terminé aucune de deux épreuves. Au général, Zettel prend la tête devant Maria Riesch et Poutianen.

## Classement général
| Rang | Nom                    | Points |
| ---- | ---------------------- | ------ |
| 1    | Carlo Janka            | 1197   |
| 2    | Benjamin Raich         | 1091   |
| 3    | Didier Cuche           | 952    |
| 4    | Aksel Lund Svindal     | 883    |
| 5    | Ivica Kostelić         | 805    |
| 6    | Marcel Hirscher        | 691    |
| 7    | Ted Ligety             | 667    |
| 8    | Silvan Zurbriggen      | 619    |
| 9    | Julien Lizeroux        | 614    |
| 10   | Michael Walchhofer     | 594    |
| 11   | Reinfried Herbst       | 534    |
| 12   | Didier Défago          | 527    |
| 13   | Erik Guay              | 487    |
| 14   | Manfred Moelgg         | 474    |
| 15   | Mario Scheiber         | 472    |
| 16   | Manuel Osborne-Paradis | 453    |
| 17   | Kjetil Jansrud         | 436    |
| 18   | Werner Heel            | 419    |
| 19   | Romed Baumann          | 407    |
| 20   | Bode Miller            | 361    |

| Rang | Nom                   | Points |
| ---- | --------------------- | ------ |
| 1    | Lindsey Vonn          | 1671   |
| 2    | Maria Riesch          | 1516   |
| 3    | Anja Pärson           | 1047   |
| 4    | Tina Maze             | 943    |
| 5    | Kathrin Zettel        | 938    |
| 6    | Elisabeth Görgl       | 591    |
| 7    | Fabienne Suter        | 568    |
| 8    | Kathrin Hölzl         | 527    |
| 9    | Ingrid Jacquemod      | 518    |
| 10   | Andrea Fischbacher    | 486    |
| 11   | Tanja Poutiainen      | 465    |
| 12   | Nadia Styger          | 459    |
| 13   | Maria Pietilä Holmner | 457    |
| 14   | Sandrine Aubert       | 430    |
| 15   | Marlies Schild        | 420    |
| 16   | Viktoria Rebensburg   | 415    |
| 17   | Nadja Kamer           | 402    |
| 18   | Sarka Zahrobska       | 373    |
| 19   | Michaela Kirchgasser  | 360    |
| 20   | Emily Brydon          | 359    |
| 20   | Julia Mancuso         | 359    |

## Classements de chaque discipline

### Descente
| Rang | Nom                    | Points |
| ---- | ---------------------- | ------ |
| 1    | Didier Cuche           | 528    |
| 2    | Carlo Janka            | 448    |
| 3    | Werner Heel            | 292    |
| 4    | Manuel Osborne-Paradis | 281    |
| 5    | Mario Scheiber         | 273    |
| 6    | Michael Walchhofer     | 260    |
| 7    | Askel Lund Svindal     | 248    |
| 8    | Didier Défago          | 230    |
| 9    | Marco Büchel           | 202    |
| 10   | Andrej Sporn           | 189    |

| Rang | Nom                          | Points |
| ---- | ---------------------------- | ------ |
| 1    | Lindsey Vonn                 | 725    |
| 2    | Maria Riesch                 | 556    |
| 3    | Anja Pärson                  | 385    |
| 4    | Ingrid Jacquemod             | 271    |
| 5    | Nadja Kamer                  | 266    |
| 6    | Emily Brydon                 | 219    |
| 7    | Fabienne Suter               | 200    |
| 8    | Daniela Merighetti           | 179    |
| 9    | Julia Mancuso Marion Rolland | 176    |

### Slalom
| Rang | Nom               | Points |
| ---- | ----------------- | ------ |
| 1    | Reinfried Herbst  | 534    |
| 2    | Julien Lizeroux   | 512    |
| 3    | Silvan Zurbriggen | 365    |
| 4    | Ivica Kostelić    | 360    |
| 5    | Felix Neureuther  | 329    |
| 6    | Benjamin Raich    | 304    |
| 7    | Manfred Pranger   | 282    |
| 8    | Marcel Hirscher   | 281    |
| 9    | Michael Janyk     | 267    |
| 10   | Mattias Hargin    | 228    |

| Rang | Nom                    | Points |
| ---- | ---------------------- | ------ |
| 1    | Maria Riesch           | 493    |
| 2    | Kathrin Zettel         | 490    |
| 3    | Marlies Schild         | 420    |
| 4    | Sandrine Aubert        | 406    |
| 5    | Sarka Zahrobska        | 347    |
| 6    | Tina Maze              | 272    |
| 7    | Susanne Riesch         | 270    |
| 8    | Maria Pietilae-Holmner | 205    |
| 9    | Tanja Poutiainen       | 202    |
| 10   | Christina Geiger       | 187    |

### Slalom géant
| Rang | Nom                   | Points |
| ---- | --------------------- | ------ |
| 1    | Ted Ligety            | 412    |
| 2    | Carlo Janka           | 341    |
| 3    | Benjamin Raich        | 331    |
| 4    | Davide Simoncelli     | 311    |
| 5    | Massimiliano Blardone | 309    |
| 6    | Marcel Hirscher       | 306    |
| 7    | Kjetil Jansrud        | 394    |
| 8    | Aksel Lund Svindal    | 211    |
| 9    | Didier Cuche          | 207    |
| 10   | Alexander Ploner      | 186    |

| Rang | Nom                   | Points |
| ---- | --------------------- | ------ |
| 1    | Kathrin Hölzl         | 471    |
| 2    | Kathrin Zettel        | 394    |
| 3    | Tina Maze             | 372    |
| 4    | Viktoria Rebensburg   | 271    |
| 5    | Tanja Poutiainen      | 263    |
| 6    | Maria Pietilä Holmner | 252    |
| 7    | Manuela Moelgg        | 229    |
| 8    | Maria Riesch          | 203    |
| 9    | Denise Karbon         | 182    |
| 10   | Anja Pärson           | 179    |

### Super G
| Rang | Nom                    | Points |
| ---- | ---------------------- | ------ |
| 1    | Erik Guay              | 331    |
| 2    | Michael Walchhofer     | 316    |
| 3    | Aksel Lund Svindal     | 314    |
| 4    | Benjamin Raich         | 210    |
| 5    | Mario Scheiber         | 199    |
| 6    | Carlo Janka            | 192    |
| 7    | Hannes Reichelt        | 186    |
| 8    | Didier Cuche           | 184    |
| 9    | Manuel Osborne-Paradis | 172    |
| 10   | Patrick Staudacher     | 159    |

| Rang | Nom                   | Points |
| ---- | --------------------- | ------ |
| 1    | Lindsey Vonn          | 620    |
| 2    | Elisabeth Görgl       | 300    |
| 3    | Nadia Styger          | 291    |
| 4    | Fabienne Suter        | 266    |
| 5    | Andrea Fischbacher    | 239    |
| 6    | Ingrid Jacquemod      | 224    |
| 7    | Anja Pärson           | 221    |
| 8    | Tina Maze             | 200    |
| 9    | Maria Riesch          | 184    |
| 10   | Marie Marchand-Arvier | 175    |

### Combiné
| Rang | Nom                | Points |
| ---- | ------------------ | ------ |
| 1    | Benjamin Raich     | 246    |
| 2    | Carlo Janka        | 216    |
| 3    | Ivica Kostelić     | 172    |
| 4    | Silvan Zurbriggen  | 166    |
| 5    | Bode Miller        | 145    |
| 6    | Romed Baumann      | 134    |
| 7    | Natko Zrncic-Dim   | 127    |
| 8    | Didier Défago      | 109    |
| 9    | Aksel Lund Svindal | 101    |
| 10   | Julien Lizeroux    | 88     |
| 10   | Kjetil Jansrud     | 88     |

| Rang | Nom                  | Points |
| ---- | -------------------- | ------ |
| 1    | Lindsey Vonn         | 160    |
| 2    | Anja Pärson          | 150    |
| 3    | Michaela Kirchgasser | 130    |
| 4    | Elisabeth Görgl      | 110    |
| 5    | Maria Riesch         | 80     |
| 6    | Anna Fenninger       | 60     |
| 6    | Fabienne Suter       | 60     |
| 8    | Chemmy Alcott        | 53     |
| 9    | Johanna Schnarf      | 49     |
| 10   | Emily Brydon         | 47     |

## Calendrier

### Hommes
| Date                                                 | Lieu                   | Épreuve       | Vainqueur              | Deuxième               | Troisième                              |
| 25 octobre 2009                                      | Sölden                 | Géant         | Didier Cuche           | Ted Ligety             | Carlo Janka                            |
| 15 novembre 2009                                     | Levi                   | Slalom        | Reinfried Herbst       | Ivica Kostelić         | Jean-Baptiste Grange                   |
| 28 novembre 2009                                     | Lake Louise            | Descente      | Didier Cuche           | Werner Heel            | Carlo Janka                            |
| 29 novembre 2009                                     | Lake Louise            | Super G       | Manuel Osborne-Paradis | Benjamin Raich         | Michael Walchhofer                     |
| 4 décembre 2009                                      | Beaver Creek           | Super combiné | Carlo Janka            | Didier Défago          | Natko Zrncic-Dim                       |
| 5 décembre 2009                                      | Beaver Creek           | Descente      | Carlo Janka            | Didier Cuche           | Aksel Lund Svindal                     |
| 6 décembre 2009                                      | Beaver Creek           | Géant         | Carlo Janka            | Benjamin Raich         | Aksel Lund Svindal                     |
| 11 décembre 2009                                     | Val d'Isère            | Super combiné | Benjamin Raich         | Marcel Hirscher        | Romed Baumann Manfred Moelgg           |
| 12 décembre 2009                                     | Val d'Isère            | Super G       | Michael Walchhofer     | Ted Ligety             | Werner Heel                            |
| 13 décembre 2009                                     | Val d'Isère            | Géant         | Marcel Hirscher        | Massimiliano Blardone  | Benjamin Raich                         |
| 18 décembre 2009                                     | Val Gardena            | Super G       | Aksel Lund Svindal     | Carlo Janka            | Patrick Staudacher                     |
| 19 décembre 2009                                     | Val Gardena            | Descente      | Manuel Osborne-Paradis | Mario Scheiber         | Johan Clarey Ambrosi Hoffmann          |
| 20 décembre 2009                                     | Alta Badia             | Géant         | Massimiliano Blardone  | Davide Simoncelli      | Cyprien Richard                        |
| 21 décembre 2009                                     | Alta Badia             | Slalom        | Reinfried Herbst       | Silvan Zurbriggen      | Manfred Pranger                        |
| 29 décembre 2009                                     | Bormio                 | Descente      | Andrej Jerman          | Didier Défago          | Michael Walchhofer                     |
| 6 janvier 2010                                       | Zagreb                 | Slalom        | Giuliano Razzoli       | Manfred Moelgg         | Julien Lizeroux                        |
| 9 janvier 2010                                       | Adelboden              | Géant         | Annulée                | Annulée                | Annulée                                |
| 10 janvier 2010                                      | Adelboden              | Slalom        | Julien Lizeroux        | Marcel Hirscher        | Ivica Kostelić                         |
| 15 janvier 2010                                      | Wengen                 | Super combiné | Bode Miller            | Carlo Janka            | Silvan Zurbriggen                      |
| 16 janvier 2010                                      | Wengen                 | Descente      | Carlo Janka            | Manuel Osborne-Paradis | Marco Büchel                           |
| 17 janvier 2010                                      | Wengen                 | Slalom        | Ivica Kostelić         | Andre Myhrer           | Reinfried Herbst                       |
| 22 janvier 2010                                      | Kitzbühel              | Super G       | Didier Cuche           | Michael Walchhofer     | Georg Streitberger                     |
| 23 janvier 2010                                      | Kitzbühel              | Descente      | Didier Cuche           | Andrej Šporn           | Werner Heel                            |
| 24 janvier 2010                                      | Kitzbühel              | Slalom        | Felix Neureuther       | Julien Lizeroux        | Giuliano Razzoli                       |
| 24 janvier 2010                                      | Kitzbühel              | Combiné       | Ivica Kostelić         | Silvan Zurbriggen      | Benjamin Raich                         |
| 26 janvier 2010                                      | Schladming             | Slalom        | Reinfried Herbst       | Silvan Zurbriggen      | Manfred Pranger                        |
| 29 janvier 2010                                      | Kranjska Gora          | Géant         | Ted Ligety             | Marcel Hirscher        | Kjetil Jansrud                         |
| 30 janvier 2010                                      | Kranjska Gora          | Géant         | Marcel Hirscher        | Kjetil Jansrud         | Ted Ligety                             |
| 31 janvier 2010                                      | Kranjska Gora          | Slalom        | Reinfried Herbst       | Marcel Hirscher        | Julien Lizeroux                        |
| Jeux olympiques à Vancouver du 12 au 28 février 2006 |                        |               |                        |                        |                                        |
| 6 mars 2010                                          | Kvitfjell              | Descente      | Didier Cuche           | Aksel Lund Svindal     | Klaus Kröll                            |
| 7 mars 2010                                          | Kvitfjell              | Super G       | Erik Guay              | Hannes Reichelt        | Aksel Lund Svindal Tobias Grünenfelder |
| 10 mars 2010                                         | Garmisch-Partenkirchen | Descente      | Carlo Janka            | Mario Scheiber         | Erik Guay Patrick Küng                 |
| 11 mars 2010                                         | Garmisch-Partenkirchen | Super G       | Erik Guay              | Ivica Kostelić         | Aksel Lund Svindal                     |
| 12 mars 2010                                         | Garmisch-Partenkirchen | Géant         | Carlo Janka            | Davide Simoncelli      | Ted Ligety Philipp Schörghofer         |
| 13 mars 2010                                         | Garmisch-Partenkirchen | Slalom        | Felix Neureuther       | Manfred Pranger        | Andre Myhrer                           |

### Femmes
| Date                                                 | Lieu                   | Épreuve       | Vainqueur                           | Deuxième                                 | Troisième                           |
| 26 octobre 2009                                      | Sölden                 | Géant         | Tanja Poutiainen                    | Kathrin Zettel                           | Denise Karbon                       |
| 14 novembre 2009                                     | Levi                   | Slalom        | Maria Riesch                        | Lindsey Vonn                             | Tanja Poutiainen                    |
| 28 novembre 2009                                     | Aspen                  | Géant         | Kathrin Hölzl                       | Kathrin Zettel                           | Federica Brignone                   |
| 29 novembre 2009                                     | Aspen                  | Slalom        | Sarka Zahrobska                     | Marlies Schild                           | Kathrin Zettel                      |
| 4 décembre 2009                                      | Lake Louise            | Descente      | Lindsey Vonn                        | Emily Brydon                             | Maria Riesch                        |
| 5 décembre 2009                                      | Lake Louise            | Descente      | Lindsey Vonn                        | Maria Riesch                             | Emily Brydon                        |
| 6 décembre 2009                                      | Lake Louise            | Super G       | Elisabeth Görgl                     | Lindsey Vonn                             | Ingrid Jacquemod                    |
| 12 décembre 2009                                     | Åre                    | Géant         | Tessa Worley                        | Tina Maze                                | Kathrin Zettel                      |
| 13 décembre 2009                                     | Åre                    | Slalom        | Sandrine Aubert                     | Maria Riesch                             | Susanne Riesch                      |
| 18 décembre 2009                                     | Val d'Isère            | Super combiné | Lindsey Vonn                        | Maria Riesch                             | Elisabeth Görgl                     |
| 19 décembre 2009                                     | Val d'Isère            | Descente      | Annulée en raison de vent trop fort | Annulée en raison de vent trop fort      | Annulée en raison de vent trop fort |
| 20 décembre 2009                                     | Val d'Isère            | Super G       | Fränzi Aufdenblatten                | Nadia Styger                             | Lindsey Vonn                        |
| 28 décembre 2009                                     | Lienz                  | Géant         | Kathrin Hölzl                       | Manuela Moelgg                           | Taïna Barioz                        |
| 29 décembre 2009                                     | Lienz                  | Slalom        | Marlies Schild                      | Sandrine Aubert                          | Kathrin Zettel                      |
| 3 janvier 2010                                       | Zagreb                 | Slalom        | Sandrine Aubert                     | Kathrin Zettel                           | Susanne Riesch                      |
| 8 janvier 2010                                       | Haus im Ennstal        | Descente      | Lindsey Vonn                        | Anja Pärson                              | Maria Riesch                        |
| 9 janvier 2010                                       | Haus im Ennstal        | Descente      | Lindsey Vonn                        | Nadja Kamer                              | Ingrid Jacquemod                    |
| 10 janvier 2010                                      | Haus im Ennstal        | Super G       | Lindsey Vonn                        | Anja Pärson                              | Nadia Fanchini Martina Schild       |
| 12 janvier 2010                                      | Flachau                | Slalom        | Marlies Schild                      | Maria Riesch                             | Kathrin Zettel                      |
| 16 janvier 2010                                      | Maribor                | Géant         | Kathrin Zettel                      | Maria Riesch                             | Anja Pärson                         |
| 17 janvier 2010                                      | Maribor                | Slalom        | Kathrin Zettel                      | Tina Maze                                | Maria Riesch                        |
| 22 janvier 2010                                      | Cortina d'Ampezzo      | Super G       | Lindsey Vonn                        | Fabienne Suter                           | Anja Pärson                         |
| 23 janvier 2010                                      | Cortina d'Ampezzo      | Descente      | Lindsey Vonn                        | Maria Riesch                             | Anja Pärson Nadja Kamer             |
| 24 janvier 2010                                      | Cortina d'Ampezzo      | Géant         | Tanja Poutiainen                    | Viktoria Rebensburg                      | Kathrin Hölzl                       |
| 29 janvier 2010                                      | Saint-Moritz           | Super combiné | Anja Pärson                         | Michaela Kirchgasser                     | Lindsey Vonn                        |
| 30 janvier 2010                                      | Saint-Moritz           | Descente      | Maria Riesch                        | Ingrid Jacquemod                         | Fabienne Suter                      |
| 31 janvier 2010                                      | Saint-Moritz           | Super G       | Lindsey Vonn                        | Andrea Fischbacher Marie Marchand-Arvier |                                     |
| Jeux olympiques à Vancouver du 12 au 28 février 2006 |                        |               |                                     |                                          |                                     |
| 5 mars 2010                                          | Crans Montana          | Super combiné | Annulée en raison de vent trop fort | Annulée en raison de vent trop fort      | Annulée en raison de vent trop fort |
| 6 mars 2010                                          | Crans Montana          | Descente      | Lindsey Vonn                        | Johanna Schnarf                          | Marianne Abderhalden                |
| 7 mars 2010                                          | Crans Montana          | Super G       | Dominique Gisin                     | Lindsey Vonn                             | Julia Mancuso                       |
| 10 mars 2010                                         | Garmisch-Partenkirchen | Descente      | Maria Riesch                        | Lindsey Vonn                             | Anja Pärson                         |
| 11 mars 2010                                         | Garmisch-Partenkirchen | Géant         | Tina Maze                           | Kathrin Hölzl                            | Maria Riesch                        |
| 12 mars 2010                                         | Garmisch-Partenkirchen | Super G       | Lindsey Vonn                        | Elisabeth Görgl                          | Nadia Styger                        |
| 13 mars 2010                                         | Garmisch-Partenkirchen | Slalom        | Marlies Schild                      | Kathrin Zettel                           | Maria Riesch                        |

### Par Nations (manque le classement par nations: général, hommes, femmes)
| Date         | Lieu                   | Épreuve                      | Vainqueur          | Deuxième | Troisième |
| 14 mars 2010 | Garmisch-Partenkirchen | Slalom parallèle par nations | République tchèque | Suisse   | Autriche  |